# Stephen Mallory II
Stephen Mallory II (Columbia, 1848. november 2. – Pensacola, 1907. december 23.) az Amerikai Egyesült Államok szenátora (Florida, 1897–1907).